# لغتان وحقيبة سفر (فلم)
«لغتان وحقيبة سفر» هو فيلم أُنتج عام 2008. أخرجه وأنتجه كلاً من «أوزجور دوغان (ÖZgür Doğan)» و «أورخان أسكي كوى (Orhan Eskiköy)».تدور أحداث الفيلم حول تعيين مدرس في مدرسة ابتدائية في قرية «ديميرجى (Demirci)» التابعة لمنطقة «سيفاراك (Siverek)» في «شانلى اورفا (şanlıurfa)»، ويتناول الفيلم السنة التي قضاها المدرس هناك مع مجموعة من الطلبة الأكراد الذين لا يتحدثون اللغة التركية.بدأ عرض الفيلم في 23 من أكتوبر لعام 2009، وكان اسم الفيلم آنذاك «في الطريق إلى المدرسة» ليتم تغييره بعد ذلك ويصبح «لغتان وحقيبة سفر». وفي اسم الفيلم المذكر «حقيبة سفر» تعنى:«الفصل نفسه، القرية نفسها، الإقليم نفسه والبلد نفسها». وبالإشارة إلى اللغتين في «لغتان وحقيبة سفر» فهم اللغة التركية واللغة الكردية.
و قد ظهر الفيلم في مهرجان إسطنبول السينمائي لأول مرة في تركيا في 25 أكتوبر عام 2008 عندما عُرض في مهرجان أمستردام السينمائي الوثائقى الدولى لدورته الحادية والعشرين. وأما الحفلة الأولى للفيلم في سينماأطلس فكانت في 21 أكتوبر عام 2009.
و قد حصل الفيلم على جوائز كثيرة في فروع متنوعة وفي مهرجانات عديدة منها: جائزة أفضل فيلم وجائزة هيئة التحكيم الخاصة الكبرى في مهرجان أضنة ألتن كوزا السينمائي "Altın Koza"، وجائزة أول أفضل فيلم في مهرجان أنطاليا ألتن برتقال السيتمائي «مهرجان البرتقالة الذهبية أنطاليا للأفلام العالمية»، وجائزة أفضل فيلم وثائقى بالشرق الأوسط في مهرجان أبوظبي السينمائي الدولى بالشرق الأوسط.
جاء فيلم «لغتان وحقيبة سفر» محرزاً إيرادات 88.642.50 ليرة تركية خلال أول ثلاثة أيام من عرضه، وأخذ ردود أفعال إجابية من النقاد. كما قُدم للوسط آراء مختلفة بشأن حصيلة إيرادات الفيلم.و روجت قناة "D" التليفزيونية ال "DVD" و "VCD" الخاص بالفيلم.

## الفكرة
أثناء قيام المخرجان السنيمائيان أزجور دوغان (Özgür Doğan) وأورهان اسكيكوى (Orhan Eskiköy) بعمل مونتاج لأحد الأفلام القصيرة بجامعه أنقرة في أغسطس من عام 2003، روى لهم أحد أصدقائهم الذي يعمل معلم في بنجول (Bingöl) واقعة كان قد مر بها قائلا: " لإنشاء مدفأة في القرية يتطلب هذا من الأطفال الوقود وبالنسبة للأطفال فهم يحضرون الكربتان (Kerpeten) والكربتان في اللغة الكردية تعنى "الوقود". وبعد الاستماع إلى الواقعة قرر المخرجان أن المشكلة الأساسية تكمن في عدم التواصل كما قرّروا أيضا إنتاج فيلم بشأن هذا وتقدموا بطلب إلى ابنة خال ازجور دوغان (Özgür Doğan) الذين اعتقدوا بأن ذاكرتها الثنائية ستكون قوية.أفاد دوغان (Doğan) الذي أوضح هذا قائلا " في ليلة ما هو كان يروى ونحن نكتب، هو يروى ونحن نكتب " أفاد أن السيناريو الأساسي للفيلم نبع من هذا. وبعد ظهور المشروع بدأ دوغان (Doğan) و أسكيكوى (Eskiköy) بالبحث عن المال لكى يتمكنوا من إنتاج الفيلم. لعدم تمكنهم من العثور على المال في هذه الفترة انتظروا حتى عام 2007 لإنتاج الفيلم ، وعلى الرغم من الوقت الذي مر عقب ذلك الأ انهم عندما أدركوا انهم لن يتمكنوا من العثور على هذا المال قرّروا الشروع بإنتاج الفيلم " متخذين بهذا مجازفة كبيرة بمعايرهم الشخصية " ، وانفقوا من مالهم الخاص على كل شئ يخص الفيلم. وبينما أصبحوا قادرين على إنتاج " لغتان وحقيبة " مستخدمين كاميرات اقتصادية قاموا باستبدال هذه الكاميرات بكاميرات باهظة وأوضح ازجور دوغان (Özgür Doğan) سبب هذا قائلا " كنتيجة لرغبتنا بإنتاج فيلم سينمائي أردنا لكل شئ ان يكون ألأفضل ". وبسبب انخفاض المبلغ المالى الذي حصلوا عليه كدعم لم يتمكنوا من تغطية تكاليف إنتاج الفيلم. بهذه الفترة لحم ازجور دوغان (Özgür Doğan) حلى اخاه لاستخدامها في الفيلم.وبعد عثورهم على قرض استقال أورهان اسكيكوى (Orhan Ekiköy) من عمله لأجل الفيلم، فالمخرجان اللذان حصلا على دعم مؤسسى في البداية أوضحا أن سبب هذا تولد من عدم قدرتهم على الشرح لأى شخص على الرغم من تأكدهم من مشاهد الفيلم وكل شئ متعلق به منذ البداية وحتى النهاية، وبدأوا بالانضمام لمؤتمرات منظمة تدعى البيت الأخضر (Green House) تقوم بدعم المخرجين الجدد في إيطاليا حيث تعلموا القيام بعرض وتحويل المشروع إلى نص مكتوب وبهذا الشكل أصبحوا قادرين على شرح فيلمهم. في التصوير الاوّلى عندما خططوا بعض الاطارات للمشاهد حصلوا على دعم بقيمة 45 الف دولار من سوندانجى (Sundance) وصندوق امستردام للسينما. أما في تركيا فبعد حصولهم على جائزة ألتن كوزا (Altın Koza) تقدموا بطلب دعم من الحكومة ووافقت  وزارة الثقافة والسياحة التركية على تقديم الدعم المالى للفيلم.

## التصوير
بدأ تصوير «لغتان وحقيبة سفر» في شهر سبتمبر من عام 2007 وانتهى في شهر يونيو من عام 2008 وأستغرق تصويره 9 أشهر ماراً بمرحلة مونتاج أستغرقت 13 ساعة. ولتصوير الفيلم حصلوا على التصريحات اللازمة من مقاطعة التربية الوطنية ومن أهل القرية التي سيتم فيها تصوير الفيلم ومن عمدتها أيضا. مكث مخرجوا الفيلم في القرية عشرة أيام من كل شهر وذلك على مدار تسعة أشهر، حيث أصر المخرجون على متابعة تطور الأطفال والمواسم عن كثب. وعند بدء التصوير أراد المخرجان من إمره أيضن (Emre Aydın) أن يتجاهلهم وأن يعيش حياته اليومية البسيطة بقدر المستطاع.ولانهم أرادوا لهذا الفيلم ان يكون طبيعى وبسيط لم يتم كتابة سيناريو لإمره (Emre) ، أما مشاهد الفيلم فقد تم تسجيلها بدون إجراء أي تغير في بيئة الفيلم الحقيقية ولم يُقال لاى شخص مشارك في الفيلم في أي مشهد «أعد هذا المشهد مرة أخرى» ولم يتم تكرار المشاهد. وقد أنتابت النساء والطلاب بعض المخاوف أثناء المشاهد التي تم تصويرها في المنازل بينما شعروا بالراحة أثناء المشاهد التي تم تصويرها بالمدرسة. ولم تكن المشاهد الموجّهة للاطفال أو المشاهد الفردية كثيرة، وقد أرجع أزجور دوغان (Özgür Doğan) سبب هذا إلى تمحور قصة الفيلم حول إمره أيضن (Emre Aydın). اما من الناحية التقنية فقد تم تصوير الفيلم بشكل سينمائي 16|9 مم.

## الشخصيات
«لغتان وحقيبة سفر» يتكون من شخصيات حقيقية، ويستند على ارتجالية الحديث كله. أراد المخرجون جلب المعلم الذي في بينجول "Bingöl". ولكن تدخلت أشياء أخرى مع مشكلة المال كما حدث في أفلامهم السابقة. بدأ القائمون على الفيلم في البحث عن شخص امتهن التدريس بالمصادفة، ولا يعلم شيئاً
عن الأكراد ومعاناتهم، كما أن يكون نموذجاً للشاب التركى من ناحية، ومن ناحية أخرى يكون على سجيته أمام عدسات الكاميرا.
فقبل ذلك المخرجون الذين جاءوا للبحث عن المعلم قد ذهبوا إلى فيران شهير "Viranşehir". وهنا تقابلوا مع أكثر من عشرين معلم، لكن ذهبوا من فيران شهير "Viranşehir" إلى سيفاراك " Siverek" حتى يجدوا المعلم الذي يبحثون عنه. ذهبوا لهناك ثمانية مرات على فترات مختلفة وعاشوا صعوبات حتى وجدوا المعلم الذي يبحثون عنه في شانلى اورفا "Şanlıurfa" عندما جاءوا إليها.
هنا أيضاً تقابلوا مع أكثر من عشرين معلم، ثم تقابلوا مصادفةً مع إمره أيدن "Emre Aydın". محب للبحر ومولع بأمه، فإمره أيدن "Emre Aydın" التركى يعتبر المعلم الجديد. تم تعيينه جديداً، ومازال لا يعلم مكان القرية ، أما عن هذا السبب فقد كان مكان القرية غير واضح على الخريطة. المخرجون الذين تحدثوا مع «أيدن» كانوا قد وجدوا المعلم الذي بحثوا عنه عندما أخذوا الرد «موافق» من «أيدن».
علاوة على ذلك في الفيلم، تم اختيار الأطفال الذين لا يتحدثون اللغة التركية. في البداية اختار المخرجون مجموعة من ستة أطفال تضم ثلاثة أولاد وثلاثة فتيات هم: ذولكوف "Zülküf" (يلدريم)"Yıldırım"، وهيب "Vehib"، ذولكوف "Zülküf"آخر (هوز)"Huz"، روجده"Rojda"، ديوران "Devran" ورديفه "Redife". لم تستطع رديفه "Redife" وديوران "Devran" التكيُف على عدسات الكاميرا حينما كانوا خجولتين، أما روجده "Rojda" فقبلت التصوير. أما عن عدم تصوير الأطفال الآخرين فذلك وضحه أورخان أسكى كوى "Orhan Eskiköy":" في الحقيقة كانت مشكلتهم ليست الكاميرا، فمشكلتهم كانت معنا، أي تتعلق بوجودنا. إذا كنا في مكان بجانبهم، إذا كنا في بيوتهم، وإذا كنا حولهم يخجلون فيغطون رؤوسهم، ووجوههم، ولهذا السبب خرجوا من [الفيلم]." أما عن الثلاثة أولاد فأخذوا دورهم في فيلم «لغتان وحقيبة سفر».لكن مقاومة ذولكوف يلدريم (ذيلكيف يلدريم) "Zülküf Yıldırım(Zilkif Yıldırım)" ضد اللغة التركية وعدم تمكنه من تعلم نوع من اللغة التركية فذلك نهض به في الخطة للأمام.

## الموقع
ان لغتان وحقيبة سفر الذي اعتمد على مكان حقيقى في تصويرة صُوّر بقرية "ديميرجى (Demirci)" التابعة لمنطقة "سيفاراك (Siverek)" في "شانلى اورفا (şanlıurfa)، امّا صف القرية المختلط فكان الموقع المركزي للتصوير. قبل البدء بأعمال التصوير تم البحث عن قرية بعيدة عن المركز ولاتتلقى إرسال خلوى ان امكن. في البداية وقع الاختيار على منطقة فارتو (Varto) في موش (Muş) لكن نتيجة لعدم تمكن الأطفال في المدرسة الابتدائية من تحدث اللغة التركية ولو قليلا تم التراجع عن الأمر ، ثم بعد ذلك انتقل لمنطقة "سيفاراك (Siverek)" في "شانلى اورفا (şanlıurfa)المخرجان اللذان لم يعثرا على المعلم المطلوب في فيرانشهير (Viranşehir).ونظرا لعدم عثورهم على المعلم المنشود في سيفرك (Siverek) تم تصوير لغتان وحقيبة سفر بقرية "ديميرجى (Demirci) حيث يمتهن امرى أيضن (Emre Aydın) التعليم ومن أجل التصوير بالمدرسة تم الحصول على تصريح من الإدارة ومقاطعة التربية الوطنية.

## العرض

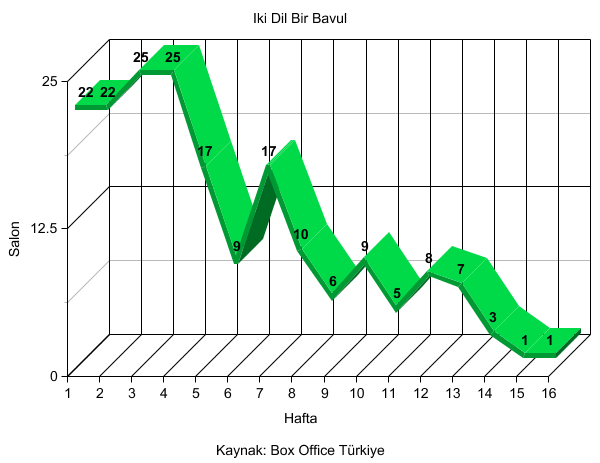
رسم تخطيطى يُظهر عدد قاعات السينما التي عُرض بها الفيلم أسبوعيا في الفترة ما بين 23 من أكتوبر عام 2009 و 11 من فبراير عام 2010

عُرض فيلم لغتان وحقيبة سفر لأول مرة في النسخة الحادية والعشرين من مهرجان امستردام الدولى للافلام الوثائقية (IDFA) والذي عُقد في ال25 من نوفمبر عام 2008 وقُدم في هذا الاحتفال أربعة عروض. أمّا في تركيا فقد عُرض الفيلم لأول مرة بسينما التاس (Altas) في ال21 من شهر أكتوبر عام 2009 الذي قام بتقديمه ملتم جمبل (Meltem Cumbul). وفي ال23 من أكتوبر عام 2009 دخل الفيلم دور العرض ب22 نسخة ، ولضمان التواصل مع المشاهدين ذهب مخرجا الفيلم إلى الأماكن التي يتم عرض الفيلم بها داخل تركيا.
خلال الثلاثة أيام الأولى من عرض الفيلم بلغت نسبة المشاهدة 11.935 شخص محقّقاً إجمالي ايرادات 88.642,50 ليرة تركية ، وخلال ال25 أسبوع التي قضاها الفيلم بدور العرض حقق نسبة مشاهدة بلغت 90.424 شخص بإجمالي ايرادات 601.657,24 ليرة تركية.وفي عام 2009 احتل الفيلم المركز ال27 ضمن أكثر الأفلام التركية مشاهدة والمركز ال32 من بين كافة الأفلام التركية كما تم عمل عرض خاص للفيلم بمتحف بيرا (Pera) في ال3 من شهر مارس عام 2011 في اطار مهرجان انجلسيز (Engelsiz) الدولى للأفلام.

### الاهتمام بالإنفتاح الكردى
عُرض فيلم «لغتان وحقيبة سفر» في فترة الانفتاح الكردى وصرح أورخان اسكى كوى "Orhan Eskiköy" أنهم قد بدأوا إخراج الفيلم في عام 2007 وهذا كان مصادفةً  وأنهم لم يقوموا بحساب هذا الأسلوب كما أنهم أقاموا الحفل الأول للفيلم في أكتوبر عام 2008  كما علق على الموضوع نفسه قائلا «لحسن الحظ كان يوجد هذه المستندات. وفي حُكم الانفتاح نحن أيضاً أنتجنا الفيلم وأعطيناه للقمين في شهرين وهذا لا يعد شيئاً. فالشئ الذي نطلق عليه الانفتاح استغرق من ثلاثة لأربعة أشهر، لكن التناسب شئ جيد». علاوة على ذلك نرجو من خلال الفيلم الأسهام في التعريف بالقضية الكردية التي يطرحها، كما لفتوا الانتباه لمهمة الفيلم في تلك الفترة موضحاً أنهم عملوا على تقديم مرآة للأتراك والأكراد.

## الانتقادات
وفي المقالات التي كُتبت بشأن الفيلم لاقى لغتان وحقيبة سفر انتقادات ايجابية بشكل عام، وفي تلك الانتقادات تم تناول قضية التعليم في اللغة الام بلغة وموضوع خاليان من الجماليات. وأوضح مراد ازار (Murat Özer) من الموقع الإلكترونى بياز بردا دوت كوم (Beyazperde.com) انه سيصبح من الممكن تناول قضية اللغة الام بلغة بسيطة بهذا القدر وانه ينبغى على من أصروا على موضوع اللغة الام وخاصة السياسيين مشاهدة الفيلم في أقرب فرصة. اما سفين اكيوى (Sevin Okyuy) من صحيفة رديكال (Radikal) فقد كتب ان أطفال القرية وبوجه خاص زلكوف (Zülküf) ورجدا (Rojda) هم من أكثر طلاب السينما الوثايقية – الخيالية خفة في الظل وان الفيلم قائم على فكرة «التعايش» التي ستتم بدون إثارة العدائات وبدون اللجوء إلى التهميش  ، وأوضح محمود متمان (Mahmut Mutman) ان لغتان وحقيبة سفر لم يدافع فقط عن حق الاكراد بل دعى إلى مراجعة ، واوضح في مقالته السابقة ان المدرسة والمعلمون في فيلم لغتان وحقيبة لم يشبهوا إلى حد كبير نظائرهم في الفترات الأولى للجمهورية. اما على مراد جوفان (Ali Murat Güven) من صحيفة ينى شفق (yeni şafak) اوضح ان الفيلم لم يذكر شيئا ك «إذا رغبنا في ذلك فسنتمكن من النجاح في التعايش معا بشكل جيد بما فيه الكفاية»  كما ذكر في نفس المقالة ان القيمة التي حصدها المعلم الشاب المتجه صوب الشرق للموقع المتميز ومجهوداته المثالية بدت له كما لو ان الخيال الايدولوجى الموجود بعقل الفنان هو انعكاس حقيقة الشرق الموجود في الشكل الوثائقى بدلا من المظهر النقى وأنه لم يوجد في الفيلم اصغر تنويه أو بصيص امل أو ابداء رغبة للعيش معا.
. كما أفاد Burçin S. Yalçın من صحيفة الزمان (Zaman gazetesi) ان الفيلم في الحقيقة يكرر الصيغة التي تم تجريبها في فيلم «رجل كبير وحب صغير» لخلدان ابكتشى (Haldan İpekçi) لكن بالنسبة لصياغة ابكتشى (İpekçi) فان دافع عمله الأكثر احكاما من ناحية دعائمه تدعّم من الهواية التي استوعبت على الفور الجمهور. اما اوغر فردان Uğur Vardan من صحيفة رديكال (Radikal) فقد أوضح ان.... وعلى رأس هذه التفاصيل.... كما ذكر في المقالة نفسها أن أهم شئ يعلمه الفيلم إلى الأطفال من كافة الاطياف بشكل أساسي هو التأكيد على سخافة أن تقول للاطفال الاكراد عند بزوغ الفجر «انا تركى. انا على حق». وكتب عرفان اكتان İrfan Aktan, من Aktüel dergisi أن لفظة «حقيبة سفر» هي استعارة نادرة جدا عن الحياة التي مرت بطرد وترحال مستمر وأن «لغتان وحقيبة سفر» جعلت القادر يعيش ذلك الترحال  ، بيد أن اكتان Aktan أفاد ان القضية التي احجمت الشعبين اللذين عاشا سويا منذ قرون عن إمكانية الانفتاح بشكل أو بأخر وعن مواجهة مشاكلهم خلال تلك القرون هي اللغة الكردية.اما شيناى ايداميرŞenay Aydemir من Altyazı فقد كتب ان الفيلم سلط الضوء على تحقيق مطلب «التعليم باللغة الام التي يعبر عنها الشعب الكردى منذ سنوات» المستقل عن كافة الخلفيات السياسية. كما كتب حسن جومرت Hasan Cömert من NTVMSNBC أن هذا الفيلم هو أحد الأفلام التي استطاعت شرح الكثير من الاشياء بدون العمل على حوار كبير موضحا أن هذا العمل من أفضل الأفلام التي أُنتجت في السنوات الأخيرة. أوضح شيناى أي دمير Şenay Aydemir في صحيفة Radikal أنه بسبب الاهتمام الذي تلقاه كلا من «لغتان وحقيبة سفر» و «رأيت» يمكن القول ان الأفلام المتعلقة بالقضايا الكردية بشكل مباشر فتحت مجال لها بالسينما التركية، وقُرن الفيلم مع فيلم «نفس» الذي دخل دور العرض بالفترة نفسها. كما أوضح اورهان اكسى كوى Orhan Eskiköy أنه لم يكن هناك نقاط مشتركة بين فيلمهم وفيلم «النفس» ففيلم «النفس» فيلم تجارى أُنتج بغرض الحصول على الأموال الموجودة بجيوب الناس.

### المناقشات الأسلوبية
لغتان وحقيبة سفر يصفه البعض بأنه(وثائقى) والبعض الآخر يصفه بأنه(خيالى). صرح «نجاتى سونميز (Necati Sönmez)» من صانعى الوثائق أن العمل وثائقى من ناحية أسلوب الفيلم متناولاً كاتب مقالات الفيلم قائلاً:«هذه معايير يمكن أن تؤخذ بعين الاعتبار وهي (فن التمثيل، الكتابة، قوة الإقناع والواقعية) فجميعهم مجذوبين بسيناريو مكتوب»، بينما يؤكد على حجم أصالة الأفلام التي بداخلها حوارات خيالية.
بالإضافة إلى أنه صرح بأنه يمكن ذكر لغتان وحقيبة سفر على أنه فيلم وثائقى معطى للأذواق الخيالية. وأفاد «إسماعيل يلديز (İsmail Yıldız)» من "Gündem-Online" بأن المخرجين تسببوا في أن يعيش المشاهدون جو وثائقى لطيف بشكل عكس المعتاد.
أما عن «باشاك جونسفير (Başak Günsever)» كتب في موقع إليكترونى يدعى «جرتشيك جوندم(Gerçek Gündem)» أن الفيلم أُنتج في بيئة حقيقية وبأشخاص حقيقيون، وفي مواصلة كتابته ذكر أنه لا يوجد أي ممثل، فكل شخص نقل نفسه في الفيلم.
و صرح «سيفين أوكياى (Sevin Okyay)» أنه عندما شاهد الفيلم لأاول مرة فكّر في أن الفيلم وثائقى ينبع من الحسّ الذي يُثير شعوراً من خيال الإنسان.
و فيما بين الكُتاب الذين تناولوا كتابات بشأن الفيلم "فالفيلم عبارة عن خليط من الرأى القائل أنه (وثائقى ـ خيالى).
«مسعود يغين (Mesut Yeğen)» يشير إلى هذا التصنيف «الفيلم الدرامى والوثائقى» في مقالته التي كتبها في جريدة "Radikal eki İki" .
علاوة على ذلك "تونجا أرسلان (Tunca Arslan)" من "أركا بنجرى (Arka Pencere) وهي مجلة سينما أون لاين توضح الآتى بشأن الأسلوب: (حٌكى بشكل جيد، مٌثل جيداً وهو فيلم ساخن سائر على مهلٍ في حدود وثائقية).
كما صرح «يوسف جوفين (Yusuf Güven)» من مجلة «ينى فيلم (Yeni Film)» أن العمل جاء رداً من ناحية أسلوب السرد فكم هو وثائقى، وكم هو خيالى، وكم يشير إلى الأنسجة الدرامية. وأنه سوف يمكنه تناول (الوثائقية والدراما).
و كتبت أيضاً «بورتشين س. يالتشين (Burçin S. Yalçın)» من صحيفة «زمان (Zaman)» أن الفيلم بدأ خيالى وانتهى بأسلوب وثائقى .
وفي اللقاءات التي أُجريت مع المخرجين طُرحت عليهم أسئلة بشأن شكل الفيلم، وفي اجابته عن سؤال بانو اوزدمير Banu Özdemir من CineDergi عن ما إذا كان الفيلم فيلما خياليا ام دراما وثائقية قال اورهان اكسيكوى Orhan Eskiköy "هذه القصة هي تفسير الابداعية للواقع ". اما في المقابلة التي أجراها ازجر دوغان Özgür Doğan مع جريدة Evrensel بشأن الشكل قال " بالنسبة لنا اما أن يكون فيلما أو لا " وأوضح ان المناقشات كهذه لم يبقى لها مجال في الاحتفالات على مستوى العالم  ، وعقب ذلك صرح قائلا " هذا الفيلم وثائقى حتى النهاية ". وفي حديث آخر له مجيبا على سؤال ما إذا كان هذا الفيلم عملا وثائقيا قال " تقريبا . ليست هناك حقيقة مطابقة تماما ".و في اللقاء الذي اجراه مع أيوب طالبينار Eyüp Tatlıpınar في جريدة المساء Akşam gazetesi اوضح ازجر انه لم يكن هناك دور في الفيلم وانهم لم يقوموا باعادة التصوير . اما في لقاءهم مع شركة الراديو والتلفزيون التركية TRT قال المخرجان انهم لا شأن لهم بالمناقشات التي أُجريت بشان النوع وأنه إذا أردنا الاستقرار على نوع فانه وثائقى فالاماكن حقيقية والشخصيات حقيقية وكذلك الحدث حقيقى ولا يوجد حتى مسمار واحد ثبتناه هناك "، وأوضحوا أيضا في نفس الحديث انهم استخدموا كافة الاحتمالات الخيالية . عندما قال جانيت باريش Janet Barış من صحيفة Taraf أن بالفيلم تداخل بين الوثائقية والخيال حصل على رد من المخرجين متضمنا انهم جاءوا من التقليد الوثائقى لكنهم أستخدموا الإمكانات الخيالية  ، وفي كتابه أخرى له افاد التالي " أهم صفات هذا الفيلم انه يمزج الخيال مع الوثائقية، فالمخرجان يصفان الجميع على سجيّتهم . امرى أيضين Emre Aydın الذي يقوم بدور المعلم هو في الحقيقة معلم جاء إلى القرية. وفي عام 2011 اوضح اكسى كوى Eskiköy في المقابلة مع Sabah بشأن فيلم "صوت والدى أن كلا الفلمين يتفقان من ناحية الشكل وأن فيلم لغتان وحقيبة سفر هو فيلم وثائقى.

### المراكز
نجح لغتان وحقيبة سفر في أخذ مراكز مختلفة تم إصدارها. ففى مراكز" NTVMSNBC" لأفضل فيلم عام 2009 احتل المركز الرابع بين عشرة أفلام. أما في قائمة الثمان أشخاص الذاتية فالمراكز المعروفة احتل بها الفيلم الآتى:(المركز السادس «لإمره كولوكيسا (Emrah Kolukısa)» من NTV ، والمركز الثاني «ليكتاكوبان (Yekta Kopan)» من NTV ، والمركز الخامس «لحسن جومرت (Hasan Cömert)» من NTVMSNBC ، والمركز الرابع «لفضيلة أونات (Fazilet Onat)» من ينى ميديا"Yeni Medya".
لكن أصوات لجنة التحكيم الأخرى لم تعطى مراكز «لسيفين أوكياي (Sevin Okyay)» و «كوتلوكهان كوتلو (Kutlukhan Kutlu)» و «على أباضاى (Ali Abaday)» و «سيلين جوريل (Selin Gürel)».
بالإضافة إلى أن في السينما بتركيا دخل الفيلم العرض في السنوات العشر الأخيرة من قائمة NTVMSNBC أهم 40 فيلم المعروفة (أفضل 40 فيلم محلى) واحتل المركز العاشر في القائمة. أما عن قوائم «أفضل أفلام 2009» الصادرة بواسطة مجلة «جينى Cine Dergi» فظهر لغتان وحقيبة سفر بين أفضل أفلام عام 2009 بواسطة «سردار أكبايك (Serdar Akbıyık)، بانو بوزدمير (Banu Bozdemir)، ألبير تورجوت (Alper Turgut)».
و أعطى الفيلم بالنجوم 27 صوت من مجلة «كُتاب السينما (Sinema Yazarları Derneği)» متخذة معدل 2,85 نجم .
فكان أكبر نجم مُعطى أربعة وأما أصغر نجم مُعطى اثنين.
| # | يوضح المراكز في القائمة. |

| NTVMSNBC قائمة                                              |
| ----------------------------------------------------------- |
| - #10, "' أفضل أفلام عام 2009 " - #20, "أفضل 40 فيلم محلى " |

| قائمة النقاد                                                          |
| --------------------------------------------------------------------- |
| - #6; إمره كولكيسا - #2; يكتا كوبان - #5; حسن جومرت - #4; فضيلة أونات |

| مجلة جينى[b]                                  |
| --------------------------------------------- |
| - سيردار أكبايك - بانو بوزدمير - ألبير تورجوت |

## الجوائز
|}
شارك لغتان وحقيبة سفر في 82 مهرجان في الفترة مابين 20 نوفمبر 2008 وحتى ال25 من أكتوبر عام 2010  وحصل على الجوائز في بعضها كما نال جائزة أفضل مخرج شاب في النسخة الخامسة للمهرجان العالمى للافلام الوثائقية ZagrebDox الذي أُقيم في الفترة من 23 يناير وحتى الأول من مارس لعام 2009. حاز لغتان وحقيبة سفر أيضا على جائزة Büyük Jüri Yılmaz Güney الكبرى بالنسخة السادسة عشر لمهرجان الشرنقة الذهبية Altın koza للافلام والذي أُقيم في الفترة من 8 وحتى ال14 من شهر أغسطس لعام 2009 وجائزة جمعية نقاد السينما لأفضل فيلم والتي قُدمت هذا العام في المسابقة القومية للأفلام الطويلة  كما حصل على المركز الأول بمهرجان Saraybosna الدولى للافلام  ، وفي النسخة الخامسة عشر لمهرجان رومانيا الدولى للأفلام والذي أٌقيم في الفترة مابين ال12 وحتى ال20 من أغسطس لعام 2009 حصل لغتان وحقيبة سفر على جائزة أفضل فيلم وثائقى  بالإضافة إلى جائزة أفضل فيلم وثائقى بالشرق الأوسط في النسخة التاسعة من مهرجان أبوظبي لأفلام الشرق الأوسط والذي أُقيم في الفترة مابين 8 وحتى ال17 من شهر أكتوبر لعام 2009  وكذلك جائزة أول أفضل فيلم في النسخة السادسة والأربعين من مهرجان البرتقالة الذهبية Altın Portakal للأفلام والذي أٌقيم بأنطاليا في الفترة من ال10 وحتى ال17 من شهر أكتوبر لعام 2009.
أما في النسخة الخامسة عشر لمهرجان Londra للأفلام التركية فقد حصل على جائزة الجمهور  وجائزة Boğa الفضية بالنسخة الخامسة عشر أيضا لمهرجان Gezici للأفلام ، وعلاوة على ذلك قامت جمعية نقاد السينما بترشيح الفيلم لجائزة أفضل فيلم وكذلك جائزة أفضل بنية قصصيّة  ألا ان هاتان الجائزتان حصل عليهما فيلم «هنالك حياة». وفي ال21 من شهر مارس عام 2010 حصل Mahmut Tali Öngören على الجائزة الخاصة للنسخة الحادية والعشرين من مهرجان أنقره لمسابقة الأفلام القومية الطويلة والقصيرة والوثائقية. علاوة على ذلك تم ترشيح الفيلم للنسخة الثالثة من جوائز Yeşilçam كأفضل فيلم وأول فيلم من إنتاج شركة ترك سيل (Turk Cell)التركية للهواتف الخلوية  ألا انه لم يتمكن من الحصول عليها، ثم بعد ذلك رُشّح الفيلم لمهرجان نيويورك للأفلام في نسخته الثالثة والتي أُقيمت بمدينة نيويورك في ديسمبر من عام 2010.
وفي أول مهرجان دولى للأفلام تنظمه وزراة الإسكان حصل الفيلم على جائزة أفضل موسيقى ونتيجة لعدم احتواء الفيلم على أي موسيقى علّق مخرج الفيلم أزجور دوغان (Özgür Doğan) على هذه الواقعة قائلا «لا يحتوى فيلمنا على أي موسيقى وبحثت عن الإدارة لكنّنى لم أعثر على أي شخص. تفاجئنا كثيرا !! غير معقول لقد نجحنا وبدون أي موسيقى حصلنا على جائزة أفضل موسيقى !!». وورد في التصريح الذي تم الادلاء به بعد ذلك انه عندما تطلّب الأمر ترك تصنيف «أفضل موسيقى» خالياً وهو الأمر الذي وجده أعضاء اللجنة غير لاقئ لأى من الأفلام قُرر منح الجائزة لفيلم لغتان وحقيبة سفر بشكل يليق به، كما ورد أيضا ان المنظمة لم تكن على اتصال بوزارة الإسكان وبسبب هذا الخطأ قامت سكرتارية المنظمة بالاتصال بمخرج الفيلم ازجور دوغان (Özgür Doğan) وأعتذرت منه عن هذا الخطأ  وطُالبته باعادة اللوحة التذكارية التي تحمل أسماءهم .

## DVD الخاص بالفيلم
روجت قناة دى هوم فيديو "D home video" الDVD الخاص بالفيلم للأسواق في تركيا في مارس عام 2010 . في المجموعة، أخذت أيضاً مضافات الزيادات المتنوعة مكاناً . بالإضافة إلى أنه وجد أيضاً النص الثاني للفيلم ذات الDVD .
| لغتان وحقيبة سفر | | | | | |
| تفاصيل الإعداد | تفاصيل الإعداد | تفاصيل الإعداد | الإضافات | الإضافات | الإضافات |
| - ال DVD (هنالك أيضا نسخة خاصة 2-DVD) - التركية DD 2.0 , الكردية DD 2.0 - شاشه واسعة 1.85:1 - تُرجم إلى: الأنجليزية، الفرنسية | - ال DVD (هنالك أيضا نسخة خاصة 2-DVD) - التركية DD 2.0 , الكردية DD 2.0 - شاشه واسعة 1.85:1 - تُرجم إلى: الأنجليزية، الفرنسية | - ال DVD (هنالك أيضا نسخة خاصة 2-DVD) - التركية DD 2.0 , الكردية DD 2.0 - شاشه واسعة 1.85:1 - تُرجم إلى: الأنجليزية، الفرنسية | - إحدى خيالات مرآه مكسورة - الأمهات والأطفال - الحفل الأول للفيلم بأسطنبول - العرض الخاص ل Siverek - لقاء مع المخرجين - برنامج أكثر الأماكن استمتاعا | - إحدى خيالات مرآه مكسورة - الأمهات والأطفال - الحفل الأول للفيلم بأسطنبول - العرض الخاص ل Siverek - لقاء مع المخرجين - برنامج أكثر الأماكن استمتاعا | - إحدى خيالات مرآه مكسورة - الأمهات والأطفال - الحفل الأول للفيلم بأسطنبول - العرض الخاص ل Siverek - لقاء مع المخرجين - برنامج أكثر الأماكن استمتاعا |

## الملاحظات

### التعليقات
- عندما أخذ مكاناً في الصفوف المحددة في قوائم الأفلام التركية وكل الأفلام عام 2009، تم تناوله خلال عشرة أسابيع فقط . الفيلم النتبقى في العرض في حصيلة 25 أسبوع نقل لعام 2010 مع الآخرين المتبقين في 15 أسبوع .[69][70]
- كان ليس موجوداً في أي ترتيب في القوائم التي في جينا دارجى "Cine Dergi"، وصرح بأسماء الفيلم فقط .

## روابط خارجية
- مقالات تستعمل روابط فنية بلا صلة مع ويكي بيانات